# Hirotaka Takeuchi (Bergsteiger)
Hirotaka „Hiro“ Takeuchi (jap. 竹内 洋岳, Takeuchi Hirotaka; * 8. Januar 1971) ist ein japanischer Bergsteiger. Zwischen 1995 und 2012 bestieg er alle 14 Achttausender. Er ist der erste Japaner und der dreißigste Mensch überhaupt, dem dies gelang. Drei Mal – am Mount Everest, am K2 und Makalu – griff er auf Flaschensauerstoff zur Unterstützung zurück. Er ist ein langjähriger Freund von Ralf Dujmovits und Gerlinde Kaltenbrunner, mit denen er mehrere Expeditionen unternahm.

## Besteigung der Achttausender
Seinen ersten Achttausender, den Makalu, bestieg Takeuchi als 25-jähriger Student in Begleitung des erfahrenen Himalaya-Bergsteigers Osamu Tanabe.
Eine langjährige Freundschaft verbindet Takeuchi mit Ralf Dujmovits und Gerlinde Kaltenbrunner. Gemeinsam haben sie mehrere Achttausender bestiegen. 2004 standen sie zusammen auf der Annapurna und auf Hidden Peak. 2005 durchstiegen die drei die Shishapangma-Südwand. Direkt im Anschluss nahmen sie die Nordwand des Mount Everest in Angriff. Allerdings zeigten sich am Abend des 30. Mai bei Takeuchi, obwohl er durch die vorangegangene Expedition an die Höhenluft akklimatisiert war, in über 7000 Metern Höhe deutliche Anzeigen eines Höhenhirnödems. Er litt unter starken Kopfschmerzen und spuckte Blut. Kaltenbrunner, die ausgebildete Krankenschwester ist, spritzte ihm das Notfallmittel Dexamethason. Die Gruppe brach den Anstieg ab und erreichte am 1. Juni ein vorgeschobenes Basislager auf 6300 Metern Höhe.
Rund ein Jahr später erreichen Takeuchi, Kaltenbrunner und Dujmovits gemeinsam mit Veikka Gustafsson den Gipfel des Kangchendzönga. Anschließend versuchen Takeuchi, Kaltenbrunner und Dujmovits, den Lhotse zu besteigen, kehren aber am 26. Mai auf etwa 8400 Metern um, weil ansonsten eine Übernachtung in Gipfelnähe notwendig gewesen wäre.
2007 nahm Takeuchi an einer Expedition von Amical Alpin, einem damals von Dujmovits geleiteten Tourenanbieter, zum Gasherbrum II teil. Beim Anstieg wurden Takeuchi und drei weitere Bergsteiger der Gruppe von einer Lawine erfasst. Takeuchi wurde rund dreihundert Höhenmeter in die Tiefe gerissen, überlebte dennoch schwer verletzt. Er kam auf rund 6400 Metern Höhe, nahe dem Lager II, zum Liegen. Ein Versuch der pakistanischen Armee, ihn von dort per Helikopter auszufliegen, scheiterte. Mittels einer abgeworfenen Trage wurde er am nächsten Morgen von anderen Bergsteigern ins Lager I auf rund 5900 Meter transportiert. Von dort flog ihn am nächsten Morgen ein Helikopter der pakistanischen Armee nach Skardu aus. Von den drei anderen Verschütteten überlebte der Bergführer Dirk Groeger; einer verstarb; der dritte gilt als vermisst, ohne dass ihm noch Überlebenschancen zugerechnet werden. Takeuchi erreichte den Gipfel des Berges ein Jahr später, noch mit Titanstiften im Körper.
2009 sind er, Kaltenbrunner und Dujmovits im zweiten Anlauf, diesmal gemeinsam mit David Göttler, auch am Lhotse erfolgreich. Dujmovits hat damit seine 8000er-Serie komplettiert. Seit Beginn der Freundschaft mit Dujmovits und Kaltenbrunner pflegt Takeuchi einen puristischen Stil. Unter anderem verzichtet er auf Besteigungshilfen wie Zusatzsauerstoff und Höhenträger, um sich die sportliche Anerkennung der Fachwelt zu sichern: „Wenn Du die 14 8000er-Gipfel nicht ohne Sauerstoff angehst, werden Dich Europäer nicht respektieren“, so Takeuchi.
Tanabe, der Takeuchi auf seinen ersten Achttausender geführt hatte, starb 2010 in einer Lawine am Dhaulagiri, der sein zehnter Achttausender werden sollte. Diesen Berg bestieg Takeuchi als letzten Achttausender im Jahr 2012 auf derselben Route. „Ich möchte seine Leiche oder etwas von ihm finden wenn ich kann“, sagte Takeuchi in einem Interview mit der japanischen Zeitung Asahi Shimbun.
Takeuchi bestieg die Achttausender in folgender Reihenfolge:
- 22.05.1995: Makalu (mit Zusatzsauerstoff)[7]
- 17.05.1996: Mount Everest (mit Zusatzsauerstoff)[8]
- 14.08.1996: K2 (mit Zusatzsauerstoff)[9]
- 30.06.2001: Nanga Parbat[10]
- 28.05.2004: Annapurna[11]
- 25.07.2004: Hidden Peak[12]
- 07.05.2005: Shishapangma[13]
- 14.05.2006: Kangchendzönga[14]
- 19.05.2007: Manaslu[7]
- 08.07.2008: Gasherbrum II
- 31.07.2008: Broad Peak
- 20.05.2009: Lhotse[15]
- 30.09.2011: Cho Oyu[16]
- 26.05.2012: Dhaulagiri[17]

## Privates
Takeuchi ist Vater zweier Kinder.